# Koda Kumi Driving Hit's 8
『Koda Kumi Driving Hit's 8』（コウダ クミ ドライヴィング ヒッツ 8）は、2018年3月28日に発売の日本の歌手・倖田來未の9枚目のとなるリミックスアルバム。発売元はrhythm zone。

## 解説
本作は、倖田來未が2009年より継続して発表しているリミックス・アルバム「Driving Hit's」シリーズの第8弾作品である。
15thオリジナル・アルバム『AND』の収録曲全てがリミックスされている。オリジナル・アルバムの収録曲が全てリミックスアルバムに収録されるのは初である。
TeddyLoidや、James Landinoなどのリミキサー12組が参加している。

## 収録内容
1. PARTY (KATFYR Remix)
2. SWEETEST TABOO (MATZ Remix)
3. GOT ME GOING’ (TeddyLoid Remix)
4. WHO (KNOXX Remix)
5. OUTTA MY HEAD (YUTO Remix)
6. NEVER ENOUGH (YUTO Remix)
7. ALL RIGHT (Voia Remix)
8. LIT (YUTO Remix)
9. BRAIN (James Landino Remix)
10. IT’S MY LIFE (VXIA Remix)
11. real Emotion (TeddyLoid Remix)
12. FREAKY (MATZ Remix)
13. Sometimes Dream Come True (Kiyoshi Sugo Remix)
14. You're So Beautiful (D.O.C. Remix)
15. Selfish (ALKA-LINE Remix)
16. ALL RIGHT (qlius Remix)